# St. Josef (Rungg)
Die Kirche St. Josef in Rungg, einer Ortschaft im Süden der Gemeinde Tramin in Südtirol, ist dem heiligen Josef von Nazaret geweiht. 

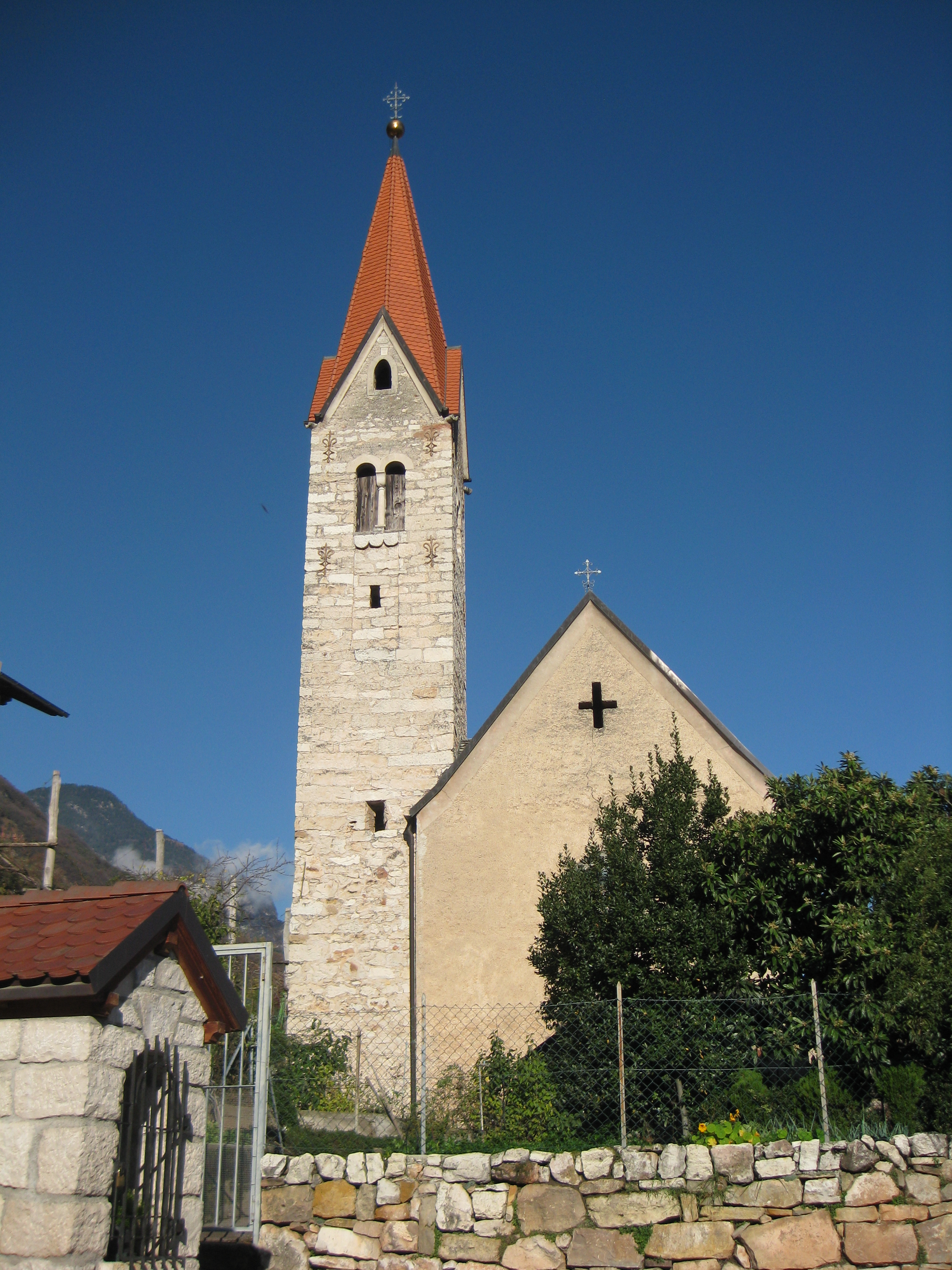
St. Josef in Rungg

Bei St. Josef handelt es sich um den jüngsten Kirchenbau der Gemeinde. Die im neuromanischen Stil gehaltenen Pläne stellte 1900 der Architekt Ferdinand Mungenast bereit. Der Bau der Saalkirche mit zweijochigem Kreuzgratgewölbe und polygonalem Chorabschluss erfolgte in den Jahren 1901–1902, der spitzhelmige Turm wurde 1908 errichtet.  
Der 1902 fertiggestellte Altar aus der Werkstatt des Grödner Künstlers Ferdinand Stuflesser zeigt den Kirchenpatron Josef sowie Skulpturen des Franz von Sales und der Teresa von Ávila. In der Nische über dem Eingang steht eine Statue des Antonius von Padua.